# Fútbol Club Pinar del Río
Maillots
Actualités
Dernière mise à jour : 31 décembre 2019.
Le FC Pinar del Río est un club de football cubain basé à Pinar del Río. Avec ses huit titres de champion de Cuba, c'est le deuxième club le plus titré du pays après le FC Villa Clara.

## Histoire
Le FC Pinar del Río est un animateur du championnat cubain jusqu'à sa relégation en 2010. Il est invité à participer au championnat en 2013 mais est à nouveau relégué l'année suivante. Malgré une grande tradition de football qui l'a vu remporter sept titres de champion (voir palmarès), le club peine à retrouver l'élite, victime entre autres de la réorganisation administrative de 2010 qui voit la province de Pinar del Río être amputée de trois municipalités (Candelaria, Bahía Honda et San Cristóbal), zone qui concentrait le stade du club (le Capitán San Luis surnommé La Bombonera), l'Académie provinciale de football ainsi que l'un des publics les plus fidèles du pays. Néanmoins, près de quatre ans après leur relégation, les Pinareños finissent par remonter en première division en remportant l'édition 2018 du Torneo de Ascenso (l'équivalent de la D2 cubaine). 
Au niveau international, il s'est distingué en 1989 et 1990 en atteignant deux fois d'affilée la finale de la Coupe des clubs champions de la CONCACAF où il est battu par les clubs mexicains de Pumas UNAM et América, respectivement. À la suite de son dernier titre en championnat, en 2006, il est invité à disputer l'année suivante le CFU Club Championship où il est en revanche éliminé dès le 1er tour.

## Palmarès

### Compétitions nationales
- Championnat de Cuba (8) : 
  - Champion en 1987, 1989, 1990, 1992, 1995, 2000, 2006 et 2019-20 (Ape.).
  - Vice-champion en 1981, 1983, 1992, 1997, 2004-05 et 2013.

- Torneo de Ascenso (1) :
  - Vainqueur en 2018[5].

### Compétitions internationales
- Coupe des clubs champions de la CONCACAF :
  - Nombre de participations: 2.
  - Meilleure performance: Vice-champion en 1989 et 1990.

- CFU Club Championship :
  - Nombre de participations: 1.
  - Meilleure performance: 1er tour en 2007.

## Personnalités historiques du club

### Joueurs

#### Équipe actuelle (2020)
Source : El Nuevo Blog del Fútbol Cubano.
| N° | Nat.            | Poste | Nom du joueur                    |
| -- | --------------- | ----- | -------------------------------- |
|    | Drapeau de Cuba | G     | Elier Pozo                       |
|    | Drapeau de Cuba | G     | Ángel Izquierdo Miranda          |
|    | Drapeau de Cuba | G     | Víctor Manuel Soto Lamas         |
|    | Drapeau de Cuba | D     | Juan Carlos Puentes Gómez        |
|    | Drapeau de Cuba | D     | Rigoberto García Martínez        |
|    | Drapeau de Cuba | D     | Yulio López Telles               |
|    | Drapeau de Cuba | D     | Yordanis Cruz Hernández          |
|    | Drapeau de Cuba | D     | Orlindes Ernesto Guzmán González |
|    | Drapeau de Cuba | D     | José Antonio Almelo Báez         |
|    | Drapeau de Cuba | D     | Lázaro Valdés Prieto             |
|    | Drapeau de Cuba | D     | Liván Alberto García Alfonso     |
|    | Drapeau de Cuba | D     | José Carlos Vélez Hernández      |
|    | Drapeau de Cuba | D     | Carlos Adrián Gómez              |
|    | Drapeau de Cuba | M     | Enrique Iglesias Amador          |
|    | Drapeau de Cuba | M     | Denis Morales Sarmiento          |

| No. | Nat.            | Position | Nom du joueur                    |
| --- | --------------- | -------- | -------------------------------- |
|     | Drapeau de Cuba | M        | Alejandro Jesús Giralt Hernández |
|     | Drapeau de Cuba | M        | Yosbiel Vásquez Márquez          |
|     | Drapeau de Cuba | M        | Javiel Jesús Díaz Palacios       |
|     | Drapeau de Cuba | M        | Pedro Antonio González Romero    |
|     | Drapeau de Cuba | M        | Lázaro Castro Leal               |
|     | Drapeau de Cuba | M        | Frank Ernesto Luga Paula         |
|     | Drapeau de Cuba | M        | Ronaldo Rodríguez Cruz           |
|     | Drapeau de Cuba | M        | José Adrián Guerra Luis          |
|     | Drapeau de Cuba | M        | Yampier Rodríguez Benítez        |
|     | Drapeau de Cuba | A        | Jean Carlos Rodríguez Quiñones   |
|     | Drapeau de Cuba | A        | Rodelay Salgado Pita             |
|     | Drapeau de Cuba | A        | Yasmani Soriano Piñeiro          |
|     | Drapeau de Cuba | A        | José Ciprián Alfonso             |
|     | Drapeau de Cuba | A        | Reinier Arencibia García         |

#### Anciens joueurs
- Reinier Alcántara
- Osvaldo Alonso
- Lázaro Dalcourt
- Osmín Hernández
- Amado Povea
- Rufino Sotolongo

### Entraîneurs

#### Encadrement technique actuel
- Entraîneur : Frank Roberto Hernández Echevarría
- Entraîneur adjoint : ?

#### Liste des entraîneurs
- José Luis Flores Hernández[4] (??)
- Rufino Sotolongo[7] (1995-1996)
- Calixto Martínez[8] (2006)
- Luis Alberto Mijares[4] (2007)
- Carlos "Chorro" Torres[réf. nécessaire] (2007-??)
- Waldo Alberto Espinosa[9] (2009-??)
- Pablo Elier Sánchez Salgado[10],[11] (2013-2018)
- Francisco Sotolongo[12] (2019)
- Frank Roberto Hernández Echevarría[6] (2019-)